# Appias zarinda

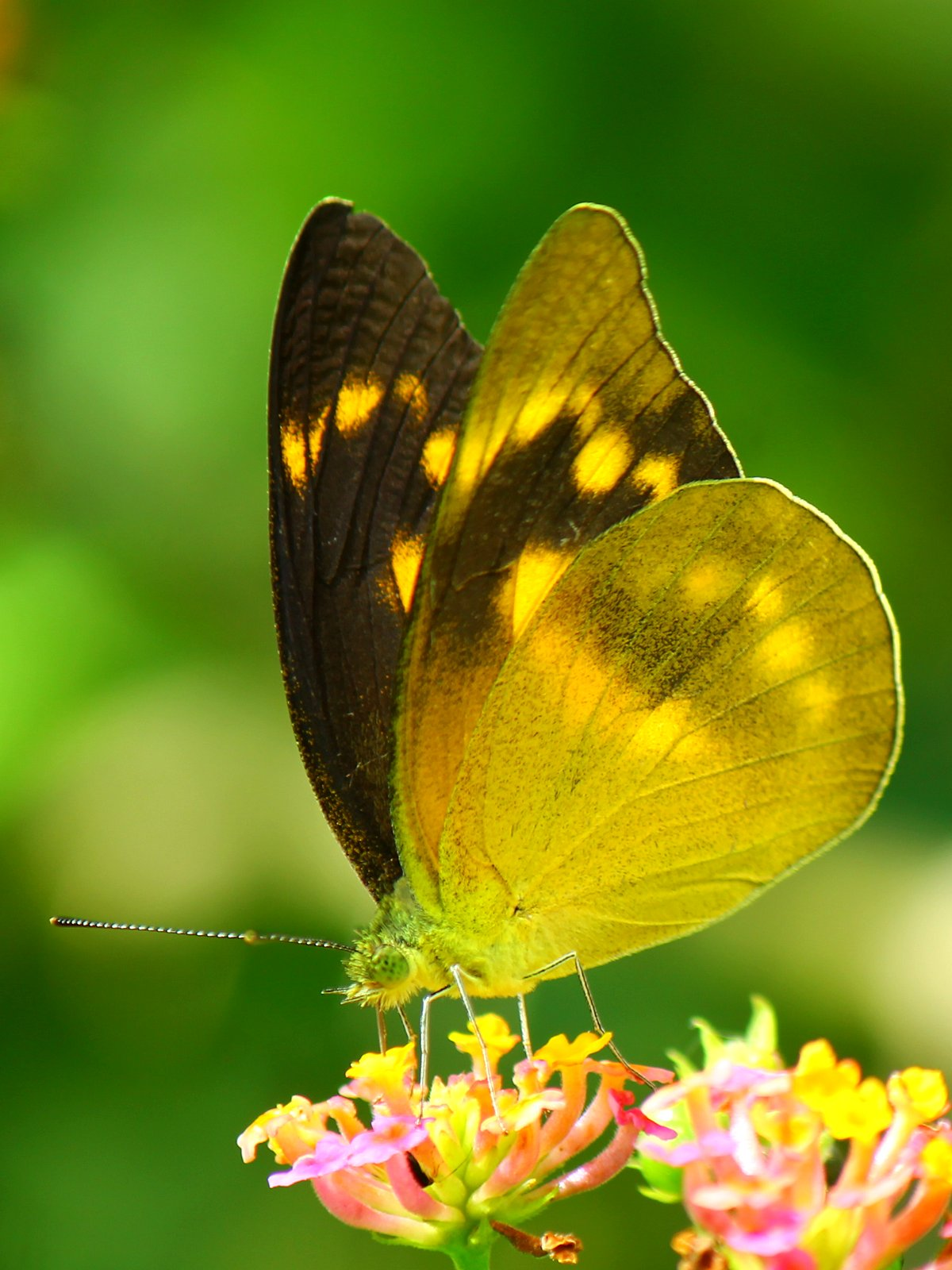
Weibchen am Mount Mahawu, Nord-Sulawesi auf Lantana-Blüte

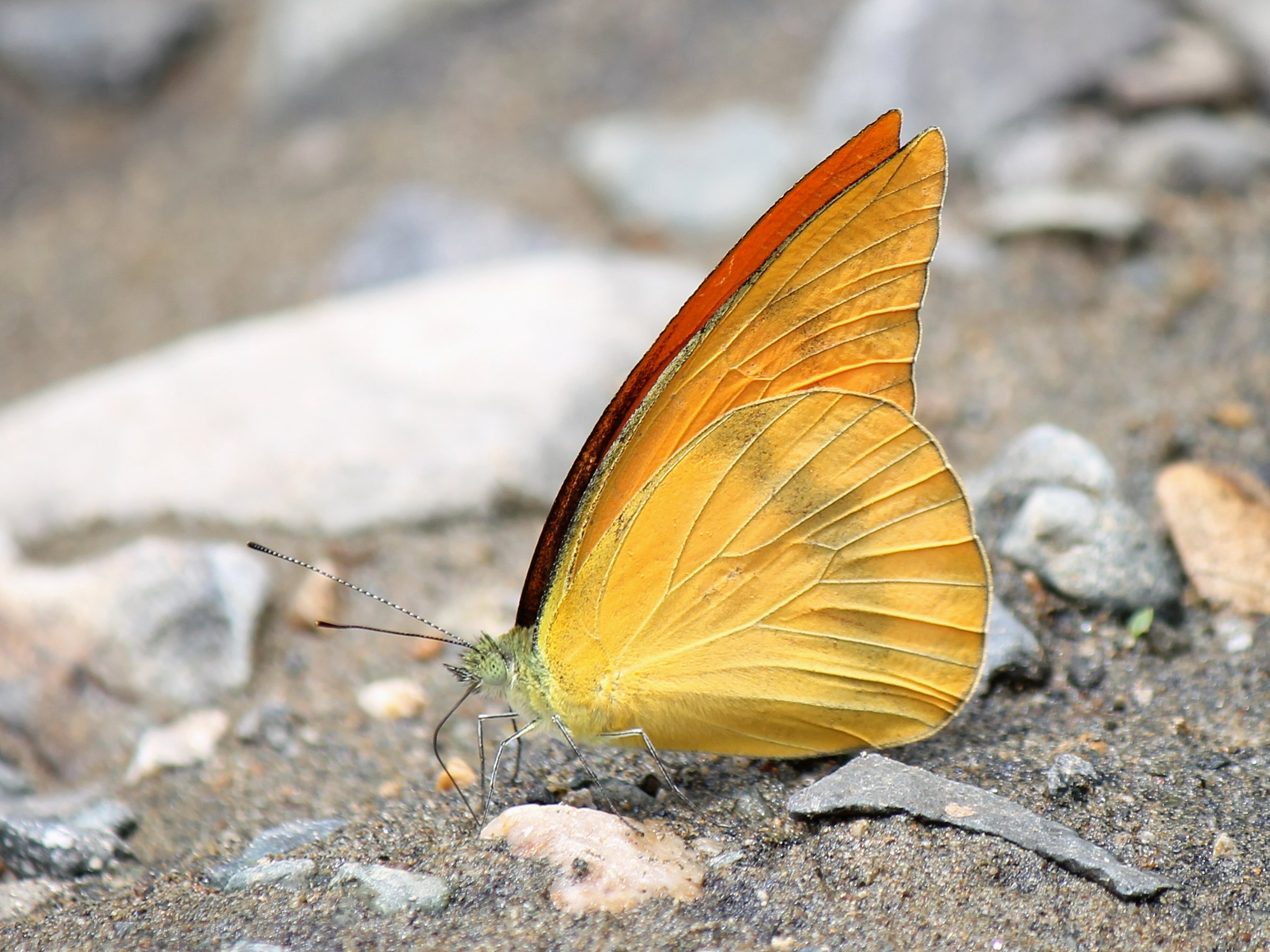
Am Erdboden saugendes Männchen

Appias zarinda (Syn. Pieris zarinda) ist ein endemisch in Indonesien vorkommender Schmetterling (Tagfalter) aus der Familie der Weißlinge (Pieridae).

## Merkmale

### Falter
Die Falter erreichen eine Flügelspannweite von ca. 80 Millimetern und zeigen einen sehr spitzen Apex an den Vorderflügeln. Der Außenrand der Vorderflügel ist leicht nach innen gebogen. Die Farbe der Männchen variiert auf den Flügeloberseiten von Orangerot über Weinrot bis hin zu Feuerrot. Eine Zeichnung ist meist nicht oder nur sehr schwach zu erkennen. Aufgrund der ausladenden, gestreckten Flügelform, die zuweilen an Albatrosse (Diomedeidae) erinnert, bzw. wegen der flammenden Färbung wird die Art im englischen Sprachgebrauch als Eastern Orange Albatross oder Flame Albatross bezeichnet. Zwischen den Geschlechtern  besteht ein auffälliger Sexualdimorphismus, da die Weibchen bräunlich gefärbt sind und eine aus gelblichen Flecken gebildete Zeichnung auf der Vorderflügeloberseite, die sich auf den Hinterflügeln fortsetzt zeigen. Die Flügelunterseiten bei beiden Geschlechtern bilden die jeweiligen Farben und Muster der Oberseiten in stark abgeschwächter Form ab. Bei den Männchen ist oftmals zusätzlich eine dunkle Querlinie auf der Hinterflügelunterseite zu erkennen.

### Ei, Raupe, Puppe
Die ersten Stände sind noch nicht beschrieben.

### Ähnliche Arten
Die Falter von Appias nero ähneln in Farbe und Zeichnung der hier behandelten Art, sind jedoch mit einer Flügelspannweite von bis zu 100 Millimetern deutlich größer. Ihr Verbreitungsgebiet liegt im Norden Indiens, auf den Sundainseln, den Philippinen sowie auf Sulawesi und überlappt sich nur geringfügig mit den Regionen, die von Appias zarinda bewohnt werden. Zur sicheren Unterscheidung kann auch eine genitalmorphologische Untersuchung dienen.

## Vorkommen, Lebensraum und Unterarten
Appias zarinda lebt in dichten, immergrünen Regenwäldern und kommt in Indonesien mit folgenden Unterarten vor:
- Appias zarinda zarinda (Sulawesi, Kabaena, Tukangbesi und Banggai)
- Appias zarinda bouruensis (Buru)
- Appias zarinda phestus (auf den Sangihe-Inseln und den Talisei-Inseln)
- Appias zarinda sulana (auf den Sula-Inseln)

## Lebensweise
Die tagaktiven Falter sind über das gesamte Jahr verteilt in mehreren Generationen zu finden, schwerpunktmäßig fliegen sie im Mai, Oktober und Dezember. Beide Geschlechter besuchen Blüten, um Nektar aufzunehmen und wurden vielfach an Lantana-Blüten beobachtet. Zuweilen saugen sie auch an feuchten Erdstellen, um Flüssigkeit und Mineralstoffe aufzunehmen. Weitere Details zur Lebensweise der Art müssen noch erforscht werden.